# Şekerpare
Le şekerpare (prononciation : chékerparé) est un dessert populaire turc. Il est préparé en faisant cuire des boules de pâtes trempées dans un sirop sucré.